# 장병효
장병효(1953년 12월)는 대한민국의 기업인이다. 2014년 3월 포스코TMC 상임고문에 취임했다. 2010년 3월 포스코TMC 대표이사 및 2004년 POSCO Japan의 대표이사 사장으로도 재임하였다.

## 학력
- 1972년 보성고등학교
- 1976년 연세대학교

## 주요활동
- 2004년 POSCO Japan 대표이사 사장
- 2006년 주일한국기업인연합회 회장
- 2010년 포스코TMC 대표이사
- 2014년 포스코TMC 상임고문

## 수상경력
- 2011년 포스코 패밀리 품질경영혁신상 수상
- 2011년 포스코 Innovation Forum 2011 혁신수준도약상 수상
- 2011년 포스코 패밀리 시너지상 수상
- 2013년 경제5단체 주관 투명경영대상 수상